# Trześń (Tarnobrzeg)
Pour les articles homonymes, voir Trześń.
Trześń est une localité polonaise de la gmina de Gorzyce, située dans le powiat de Tarnobrzeg en voïvodie des Basses-Carpates.